# Panna Maria Královna Svaté země

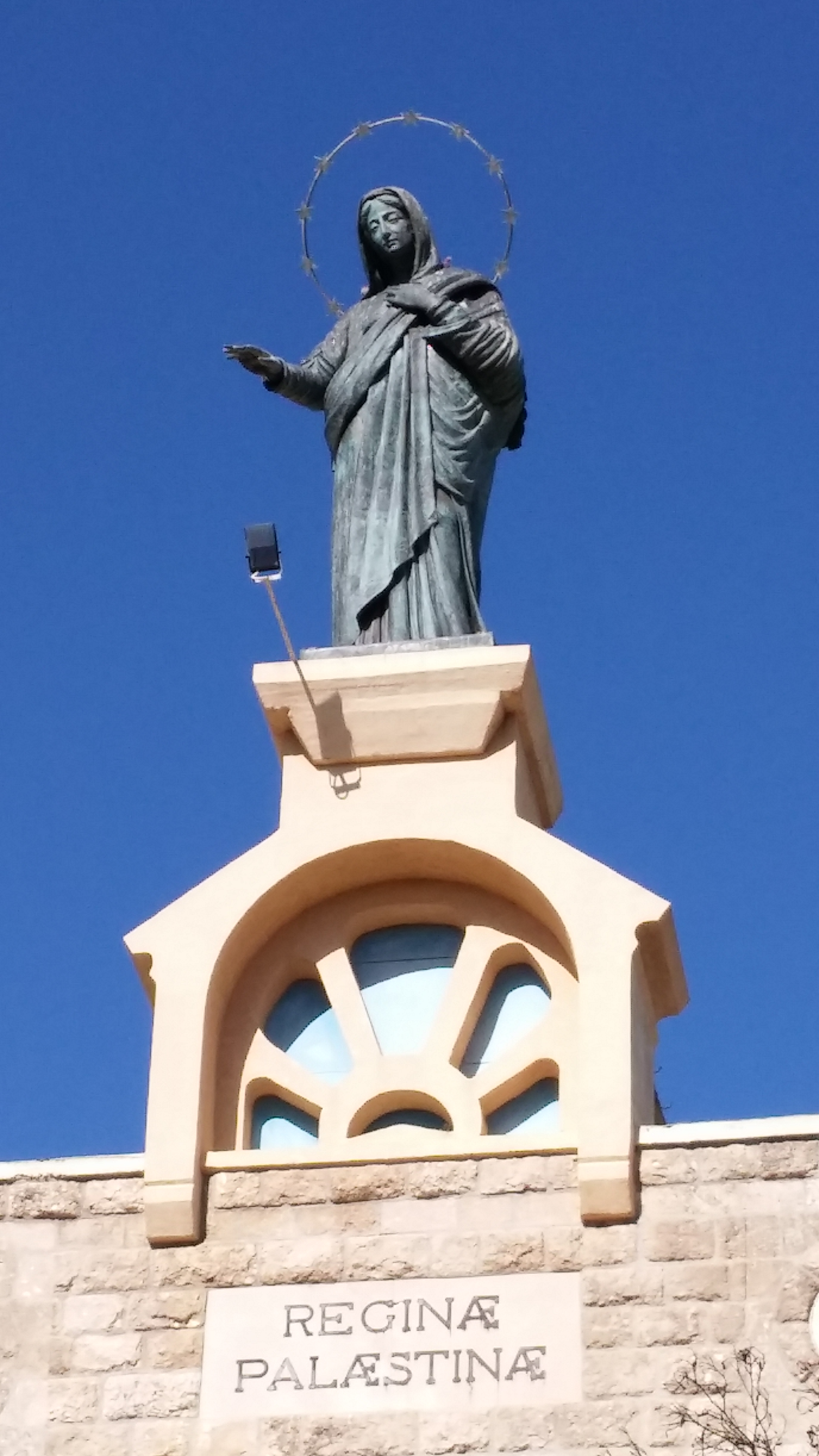
Socha Panny Marie Královny Palestiny v Dejr Rafat

Maria, Ježíšova matka, je v katolické církvi v Palestině a Izraeli titulována jako Královna Svaté země; jde o konkrétní podobu titulu Panna Maria Královna. Její svátek je slaven 25. října, nebo v neděli po tomto datu (tedy poslední říjnovou neděli).

## Historie titulu i svátku
První takto tituloval Pannu Marii patriarcha Luigi Barlassina, když v roce 1920 nastupoval do úřadu a zasvětil diecézi Panně Marii. Svátek Panny Marie Královny byl nejprve ustanoven na 31. května , následně byl  přeložen na 22. srpna. Oslava Panny Marie Královny Svaté země byla následně přeložena na 25. října. 

## Patronátní svátek Řádu Božího hrobu
Jan Pavel II. v roce 1983 vyzval italské rytíře a dámy Řádu Božího hrobu, aby jednali pod ochranou Panny Marie. V roce 1993 velmistr Giuseppe Caprio papeže požádal, aby potvrdil Pannu Marii Královnu Svaté země za patronku řádu, což papež učinil prostřednictvím dvou breví z 16. a 21. ledna 1994.